# Carmen Bambach
Carmen Bambach, née en 1959, est une historienne de l'art américaine, spécialiste de la Renaissance italienne et conservatrice en chef au  Metropolitan Museum of Art de New York. Experte reconnue de Léonard de Vinci, elle est régulièrement sollicitée pour authentifier des œuvres qui lui sont attribuées, dont La Belle Princesse, le Salvator Mundi ou le Martyre de saint Sébastien.

## Biographie
Diplômée de l'université Yale, Carmen Bambach est fellow de l'Académie américaine des arts et des sciences. Auteur de nombreux ouvrages et articles, elle est également la responsable de neuf catalogues d'expositions au Met. 

## Publications

### Ouvrages
- Drawing and Painting in the Italian Renaissance Workshop : Theory and Practice, 1300–1600, Cambridge University Press, 1999
- Una eredità difficile : i disegni ed i manoscritti di Leonardo tra mito e documento, Florence, 2009

### Catalogues d'expositions
- The Drawings of Bronzino (2010)
- An Italian Journey (2010)
- Leonardo da Vinci, Master Draftsman (2003)
- Correggio and Parmigianino (2000)
- Filippino Lippi (1997)